# Беденбостел
Беденбостел (њем. Beedenbostel) општина је у њемачкој савезној држави Доња Саксонија. Једно је од 24 општинска средишта округа Целе. Према процјени из 2010. у општини је живјело 1.052 становника. Посједује регионалну шифру (AGS) 3351003.

## Географски и демографски подаци
Беденбостел се налази у савезној држави Доња Саксонија у округу Целе. Општина се налази на надморској висини од 54 метра. Површина општине износи 12,6 km². У самом мјесту је, према процјени из 2010. године, живјело 1.052 становника. Просјечна густина становништва износи 84 становника/km².